# Арифов, Атаназар
Атаназа́р Ари́фов (род. в 1938 году) — Генеральный Секретарь Демократической партии «Эрк/Свобода» Узбекистана, учёный-физик, диссидент.

## Биография
Окончил Ташкентский госуниверситет (1960), Университет Марксизма-Ленинизма (1983), кандидат физико-математических наук (1966), доктор физико-математических наук (1980), работал в научно-педагогической (1960—1994) и промышленно-производственной (1995—1999) сферах, в Ташкентском политехническом институте (ныне — техническом университете) руководил (1966—1976) кафедрой «Диэлекрики и полупроводники», руководил (1984—1989) политическим семинаром «Мировоззренческая эффективность обучения физике», список научных трудов по физике содержит более 60 наименований (научных статей, докладов, изобретений, монографий), автор научной монографии «Трансформированные флуктуации в диффузионных зонах» (Ташкент, «Фан», 1992, 140 с) и политологической монографии «Критерий прогресса» (Ташкент, «Эрк», 1995, 40 с).
В 1986 году направил в ЦК КПСС свой альтернативный проект Программы КПСС. Его проект кардинально отличался от официального. Отличался, прежде всего, методологией стратегического планирования развития общества, оценочными критериями прогресса. В нём впервые использовались последние достижения человечества в методологии естествознания: функционально-структурный[прояснить] подход как альтернатива традиционному структурно-функциональному подходу. Свой опыт исследования физических систем он применил к проблемам политических систем.
Предложенный им политический проект не нашёл отражения в последующем развитии событий в КПСС. В связи с этим в 1989 году он решил выйти из КПСС. В своём уведомлении о выходе указал причину: программа КПСС противоречит моим убеждениям. В том же году познакомился с Мухаммадом Салихом и в начале 1990 года вошёл в возглавляемую им группу учредителей Демократической партии «Эрк/Свобода». Во всех пяти Съездах партии, состоявшихся с тех пор, он избирался в Центральный Совет и высшее руководство партии. С 2003 года по настоящее время является Генеральным Секретарём партии и руководителем Секретариата Центрального Совета партии.
Программа, Устав и другие основные документы партии «Эрк», а также законопроекты, представленные от имени партии «Эрк» на утверждение парламента Узбекистана, составлены при его активном участии в качестве инициатора и автора. К числу подготовленных им законопроектов относятся, в частности, проект Декларации Независимости Узбекистана (утверждён парламентом 20 июня 1990 года), альтернативный проект Конституции Независимого Узбекистана (19 июня 1992 года представлен в парламент для общенародного утверждения на альтернативных началах).
Первая волна репрессий против партии «Эрк» проявилась с его арестом 22 декабря 1992 года. Рано утром он был увезён в МВД и к концу дня там же ему объявлен арест по подозрению в подготовке государственного переворота. С 22 декабря 1992 года по 22 февраля 1993 года содержался в одиночной подвальной камере МВД, выпущен под расписку о невыезде. Обвинён в «заговоре с целью захвата власти», и приговором Верховного Суда Узбекистана от 6 августа 1993 года осуждён к 5 годам лишения свободы, но оставлен на свободе условно с трёхлетним испытательным сроком. 3 марта 1994 года снова помещён в подвал МВД, определением Зангиатинского райсуда от 16 марта 1994 года возобновлено наказание с пятилетним лишением свободы, и отправлен в лагерь. До 3 ноября 1994 постоянно содержался в штрафном изоляторе Зарафшанского лагеря без права на свидание, передачи и переписки, а также без права на общение с заключёнными зоны, на него было сфабриковано и подготовлено к производству новое уголовное дело, однако был помилован Указом Президента Узбекистана «О помиловании А. Арифова и других», опубликованном 2 ноября 1994 в центральных газетах страны, и досрочно освобождён 3 ноября 1994.
В конце 1995 года собрал ЦС партии после долгого перерыва, вызванного репрессивным отношением властей к «Эрк». Это дало оживляющий импульс застывшему организму партии, способствовало возобновлению её деятельности. К лету 1996 года структуры партии стали работать достаточно активно. Осенью 1996 года, в соответствии с требованиями Председателя, ЦС и актива партии, он был объявлен Главным секретарём партии. С тех пор руководит партией «Эрк» внутри страны, а с 2003 года в качестве Генерального секретаря партии.
В 1997 году содействовал учреждению Независимой организации по правам человека в Узбекистане (НОПЧУ). В 2001 году по его инициативе создана организация MAZLUM по защите неотъемлемых прав. В настоящее время правозащитной деятельностью занимается как учредитель организации MAZLUM.
Несмотря каримовский авторитарный политический режим в стране, Арифов за годы независимости Узбекистана заслужил устойчивую репутацию стойкого борца за демократию с мировой известностью своими радио-выступлениями, интернет-публикациями, заявлениями, непрекращающимся интересом прессы и властных структур к его оппозиционной деятельности. По признанию многих экспертов он обладает широким спектром аргументаций своим глубоко лаконичным тезисам, подобным: «Крепко вошедшая в судопроизводство Узбекистана фабрикация уголовных дел ориентирована на создание видимости расширения масштабов терроризма, экстремизма, наркобизнеса».

## Личная жизнь
Проживает в Ташкенте, в семейном кругу, жена Хава Усмановна Арифова (род. 1946) с 1963 года вместе с ним, за годы совместной жизни она закончила Ташкентский госпединститут (1968), трудилась в библиотечном деле (1968—2003) страны, в Университете мировых языков работала директором библиотеки (1980—2003), родила и воспитала пятерых детей (четыре сына и дочь), ныне все они со своими самостоятельными семьями, растут 12 внуков.